# Presidenti della Provincia di Asti
Elenco dei presidenti dell'amministrazione provinciale di Asti.

## Regno d'Italia (1935-1946)

### Presidi del Rettorato (1935-1943)
| Nº | Nº | Ritratto | Nome                                                | Mandato         | Mandato         | Partito                    |
| Nº | Nº | Ritratto | Nome                                                | Inizio          | Fine            | Partito                    |
| -- | -- | -------- | --------------------------------------------------- | --------------- | --------------- | -------------------------- |
| –  |    |          | Giuseppe Vassallo (Regio commissario straordinario) | aprile 1935     | marzo 1936      | —                          |
| 1  |    |          | Lamberto Vallarino Gancia                           | marzo 1936      | settembre 1943  | Partito Nazionale Fascista |
| –  |    |          | Matteo Dardanello (Commissario prefettizio)         | settembre 1943  | 1943            | —                          |
| –  |    |          | Rodolfo Saporiti (Commissario prefettizio)          | 1943            | 16 gennaio 1944 | —                          |
| –  |    |          | Arturo Vacca Maggiolini (Commissario straordinario) | 16 gennaio 1944 | 29 marzo 1945   | —                          |
| –  |    |          | Stefano Lorenzi (Commissario prefettizio)           | 29 marzo 1945   | aprile 1945     | —                          |

## Italia repubblicana (dal 1946)

### Presidenti della Deputazione provinciale (1945-1951)
| Nº | Nº | Ritratto | Nome                    | Mandato       | Mandato | Partito                                 |
| Nº | Nº | Ritratto | Nome                    | Inizio        | Fine    | Partito                                 |
| -- | -- | -------- | ----------------------- | ------------- | ------- | --------------------------------------- |
| 1  |    |          | Giovanni Battista Torta | aprile 1945   | 1949    | ?                                       |
| 2  |    |          | Umberto Grilli          | 4 giugno 1949 | 1951    | Partito Socialista Democratico Italiano |

### Presidenti della Provincia (dal 1951)

#### Eletti dal Consiglio provinciale (1951-1995)
| Nº | Nº             | Ritratto        | Nome             | Mandato          | Mandato          | Partito              | Elezione                  |
| Nº | Nº             | Ritratto        | Nome             | Inizio           | Fine             | Partito              | Elezione                  |
| -- | -------------- | --------------- | ---------------- | ---------------- | ---------------- | -------------------- | ------------------------- |
| 1  |                |                 | Norberto Saracco | 1951             | 1956             | Democrazia Cristiana | 1951                      |
| 1  | 1956           | 1960            | Norberto Saracco | 1956             |                  | Democrazia Cristiana |                           |
| 2  |                |                 | Giovanni Amasio  | 1960             | 1964             | Democrazia Cristiana | 1960                      |
| 3  |                |                 | Pietro Andriano  | 16 febbraio 1965 | 1970             | Democrazia Cristiana | 1964                      |
| 3  | 1970           | 1975            | Pietro Andriano  | 1970             |                  | Democrazia Cristiana |                           |
| 3  | 1975           | 25 agosto 1980  | Pietro Andriano  | 1975             |                  | Democrazia Cristiana |                           |
| 4  |                |                 | Guglielmo Tovo   | 25 agosto 1980   | 14 agosto 1985   | Democrazia Cristiana | 1980                      |
| 4  | 14 agosto 1985 | 16 luglio 1990  | Guglielmo Tovo   | 1985             |                  | Democrazia Cristiana |                           |
| 4  | 16 luglio 1990 | 25 gennaio 1994 | Guglielmo Tovo   | 1990             |                  | Democrazia Cristiana |                           |
| 5  |                |                 | Luciano Grasso   | 1990             | 14 febbraio 1994 | 8 maggio 1995        | Partito Liberale Italiano |

#### Eletti direttamente dai cittadini (1995-2014)
| Nº | Ritratto       | Ritratto         | Nome                                    | Mandato          | Mandato         | Partito                            | Elezione |
| Nº | Ritratto       | Ritratto         | Nome                                    | Inizio           | Fine            | Partito                            | Elezione |
| -- | -------------- | ---------------- | --------------------------------------- | ---------------- | --------------- | ---------------------------------- | -------- |
| 6  |                |                  | Giuseppe Goria                          | 8 maggio 1995    | 28 giugno 1999  | Partito Democratico della Sinistra | 1995     |
| 7  |                |                  | Roberto Marmo                           | 28 giugno 1999   | 14 giugno 2004  | Forza Italia                       | 1999     |
| 7  | 14 giugno 2004 | 13 febbraio 2008 | Roberto Marmo                           | 2004             |                 | Forza Italia                       |          |
| –  |                |                  | Mario Spanu (Commissario prefettizio)   | 13 febbraio 2008 | 29 aprile 2008  | —                                  |          |
| 8  |                |                  | Maria Teresa Armosino                   | 29 aprile 2008   | 30 ottobre 2012 | Il Popolo della Libertà            | 2008     |
| –  |                |                  | Alberto Ardia (Commissario prefettizio) | 30 ottobre 2012  | 8 luglio 2014   | —                                  |          |
| –  |                |                  | Alfredo Nappi (Commissario prefettizio) | 8 luglio 2014    | 13 ottobre 2014 | —                                  |          |

#### Eletti dai sindaci e consiglieri della provincia (dal 2014)
| Nº | Ritratto       | Ritratto          | Nome              | Mandato           | Mandato        | Partito             | Elezione |
| Nº | Ritratto       | Ritratto          | Nome              | Inizio            | Fine           | Partito             | Elezione |
| -- | -------------- | ----------------- | ----------------- | ----------------- | -------------- | ------------------- | -------- |
| 9  |                |                   | Fabrizio Brignolo | 13 ottobre 2014   | 20 marzo 2015  | Partito Democratico | 2014     |
| 10 |                |                   | Marco Gabusi      | 20 marzo 2015     | 27 maggio 2019 | Forza Italia        | 2015     |
| 11 |                |                   | Paolo Lanfranco   | 27 maggio 2019    | 29 luglio 2019 | Lega Nord           | 2015     |
| 11 | 29 luglio 2019 | 13 settembre 2022 | Paolo Lanfranco   | 2019              |                | Lega Nord           |          |
| 12 |                |                   | Maurizio Rasero   | 13 settembre 2022 | in carica      | Forza Italia        | 2022     |